# Johann Christian Quandt (1704–1750)
Johann Christian Quandt (Wolferschwenda, 1704. november 29. – Urvaste, 1750. márciusa) német evangélikus lelkész.

## Élete
1732-ig a Jénai Egyetemen teológiát hallgatott, tanulmányai alatt kapcsolatba került a Herrnhuti testvérgyülekezettel. 1732-től a livóniai Urvaste lelkésze volt. 1737-ben jelentette meg első észt nyelvű munkáját, amely három fordítást tartalmazott Kolm kaunist Waggausse Eenkojut címmel. 1740-ben aktívan csatlakozott a Herrnhuti testvérgyülekezethez, amely 1737-ben vetette meg lábát Észtországban és Livóniában. Urvastében Quandt alapította meg a testvérgyülekezet helyi csoportját, amely a 18. század során Livónia egyik vezető ilyen jellegű intézményévé vált. 1741-ben kiadott egy, a testvériséghez köthető észt nyelvű himnuszgyűjteményt, ez a szervezet legelső észt nyelvű munkája. Vezetésével néhány észt gazdát a testvériség szellemében tudóssá képeztek ki (Mango Hans, Michael Ignatius, Adam Koljo). Fia, ifjabb Johann Christian Quandt (1733-1822) Németországban folytatta apja munkáját.

## Fordítás
- Ez a szócikk részben vagy egészben  a   Johann Christian Quandt der Ältere című német Wikipédia-szócikk ezen változatának fordításán alapul.  Az eredeti cikk szerkesztőit annak laptörténete sorolja fel. Ez a jelzés csupán a megfogalmazás eredetét és a szerzői jogokat jelzi, nem szolgál a cikkben szereplő információk forrásmegjelöléseként.